# Margahovit
Margahovit (en arménien Մարգահովիտ ) est une communauté rurale du marz de Lorri en Arménie. En 2008, elle compte 3 777 habitants.